# سپاه کربلا مازندران

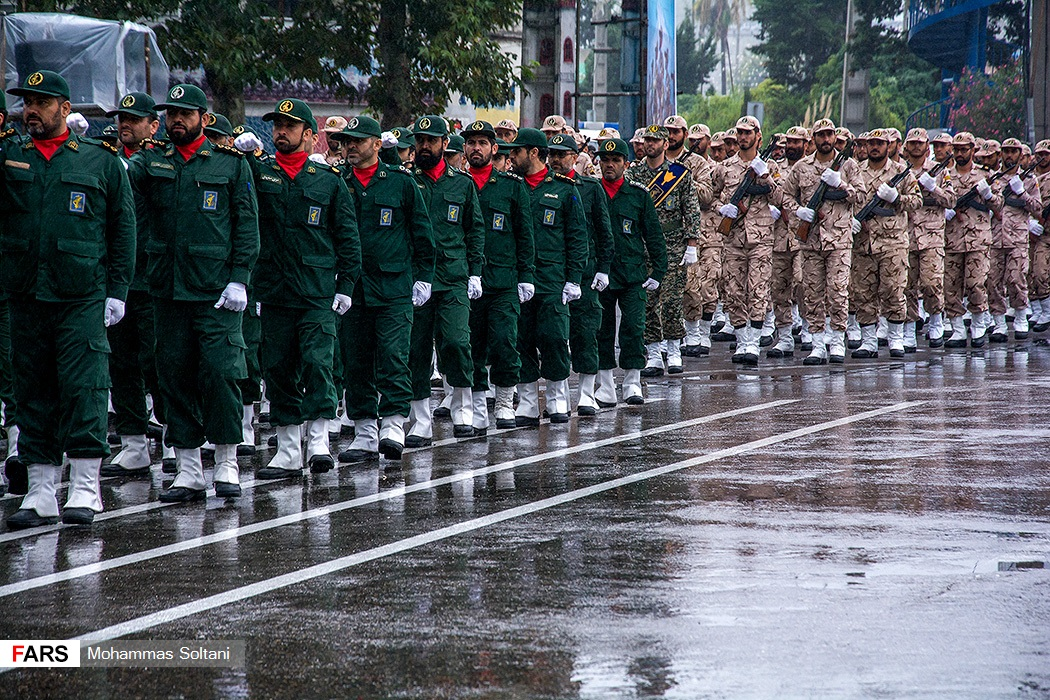
رژه نیروهای سپاه کربلا مازندران، به‌مناسبت سالگرد جنگ ایران و عراق در سال ۱۳۹۸، ساری

سپاه کربلا مازندران یگان نظامی-امنیتی و از سپاه‌های استانی زیرمجموعه سپاه پاسداران انقلاب اسلامی است، که ستاد فرماندهی آن در شهر ساری مستقر می‌باشد و وظیفه فرماندهی و کنترل کلیه یگان‌های سپاه و بسیج مستقر در استان مازندران را برعهده دارد. مهم‌ترین یگان‌های زیرمجموعه این سپاه، لشکر ۲۵ کربلا از نیروی زمینی سپاه و ۲۲ سپاه ناحیه‌ای (نواحی بسیج شهرستان‌ها) همچون سپاه ساری، سپاه آمل، سپاه بابل، سپاه بابلسر، سپاه تنکابن، سپاه چالوس و سپاه قائم‌شهر می‌باشند. در حال حاضر سرتیپ‌دوم پاسدار سیاوش مسلمی فرماندهی سپاه کربلا مازندران را برعهده دارد.